# Gandolfi (Unternehmen)

Moderne Gandolfi-Laufbodenkamera: Variant 4x5 aus Walnussholz

Gandolfi war ein traditionsreicher britischer Hersteller hochwertiger Großformatkameras, vor allem vom Typ Laufbodenkamera.
Die Firma Gandolfi wurde 1885 von Louis Gandolfi (1864–1932) in Westminster gegründet, verlegte später ihren Sitz nach Peckham (1913–1982) und anschließend nach Berwick St Leonard, Salisbury, Wiltshire (Gandolfi Ltd.). Louis Gandolfi fertigte Kameras im Auftrag der britischen Regierung, z. B. zur Ausstattung von Gefängnissen. Im Jahre 1928 übergab er die Firma aus gesundheitlichen Gründen an seine Söhne Arthur (* 4. Juli 1906, † 22. Januar 1993), Frederick (1904–1990) und Thomas (1890–1965), die die Geschäfte im Stile ihres Vaters fortführten, nämlich als kleiner Handwerksbetrieb mit zumeist individueller Fertigung nach Kundenwunsch. Der Familienbetrieb wurde 1982 verkauft und fertigte bis zuletzt Laufbodenkameras, sowohl im klassischen Holz-Messing-Stil als auch unter Verwendung moderner Techniken und Materialien (z. B. für die Variant-Modelle). Die Firma Gandolfi hat ihre Produktion im April 2011 eingestellt.